# Teodebaldo
Teodebaldo o Teodobaldo (535 – 555) è stato un re franco della dinastia dei merovingi che regnò su gran parte dell'Austrasia, sull'Aquitania, su parte della Burgundia e sulla Turingia dal 548 circa fino alla sua morte.

## Origini
Era figlio del re dei Franchi Sali della dinastia merovingia, Teodeberto I e della sua prima moglie, o concubina Deoteria.

La divisione del regno dei Franchi, nel 548, alla morte di Teodeberto I

## Biografia
Alla morte del padre, nel 548, ereditò, a circa 13 anni, un grande regno che comprendeva gran parte dell'Austrasia, l'Aquitania e parte della Burgundia ed aveva sovranità sulla Turingia.
Secondo lo storico francese Christian Settipani, esperto di genealogie, la reggenza fu esercitata dalla zia, Teodechilde, sorellastra di suo padre.
Teodebaldo, nel 554 circa, sposò la principessa longobarda, Valdrada, sorella di Visigarda, che era stata la seconda moglie di suo padre, ed entrambe erano le figlie del re dei longobardi Vacone (nell'Origo_gentis_Langobardorum, Teodebaldo viene chiamato Scusuald, mentre Paolo Diacono lo chiama Cusupald.
Durante il suo regno Teodebaldo ebbe contatti con i Bavari, con cui fu in buoni rapporti. Paolo Diacono definisce il duca di Baviera Garibaldo, uomo di Teodebaldo.
Teodebaldo morì dopo pochi anni di regno (nel 555 secondo le cronache del vescovo Mario di Avenches), a causa della sua dissolutezza (secondo Gregorio di Tours fu colpito da un malore che gli paralizzò gli arti inferiori e poco dopo morì), senza lasciare ricordi rilevanti. Senza eredi, i suoi territori passarono al prozio Clotario I, che a quanto pare si prese anche la moglie, Valdrada.

## Discendenza
Di Teodebaldo non si conosce alcuna discendenza.

## Ascendenza
|              |   |          | Genitori                   |  |  | Nonni |  |  | Bisnonni   |  |  | Trisnonni    |  |
|              |   |          |                            |  |  |       |  |  | Clodoveo I |  |  | Childerico I |  |
|              |   |          |                            |  |  |       |  |  | Clodoveo I |  |  | Childerico I |  |
|              |   | Basina   |                            |  |  |       |  |  | Clodoveo I |  |  |              |  |
| Teodorico I  |   |          |                            |  |  |       |  |  | Clodoveo I |  |  |              |  |
|              |   | Clotilde | Chilperico II dei Burgundi |  |  |       |  |  |            |  |  |              |  |
|              |   | Clotilde | Chilperico II dei Burgundi |  |  |       |  |  |            |  |  |              |  |
|              |   | Clotilde | …                          |  |  |       |  |  |            |  |  |              |  |
| Teodeberto I |   | Clotilde |                            |  |  |       |  |  |            |  |  |              |  |
|              |   | …        | …                          |  |  |       |  |  |            |  |  |              |  |
|              |   | …        | …                          |  |  |       |  |  |            |  |  |              |  |
|              |   | …        | …                          |  |  |       |  |  |            |  |  |              |  |
| …            |   | …        |                            |  |  |       |  |  |            |  |  |              |  |
|              |   | …        | …                          |  |  |       |  |  |            |  |  |              |  |
|              |   | …        | …                          |  |  |       |  |  |            |  |  |              |  |
|              |   | …        | …                          |  |  |       |  |  |            |  |  |              |  |
| Teodebaldo I |   | …        |                            |  |  |       |  |  |            |  |  |              |  |
|              | … | …        |                            |  |  |       |  |  |            |  |  |              |  |
|              | … | …        |                            |  |  |       |  |  |            |  |  |              |  |
|              | … | …        |                            |  |  |       |  |  |            |  |  |              |  |
| …            | … |          |                            |  |  |       |  |  |            |  |  |              |  |
|              |   | …        | …                          |  |  |       |  |  |            |  |  |              |  |
|              |   | …        | …                          |  |  |       |  |  |            |  |  |              |  |
|              |   | …        | …                          |  |  |       |  |  |            |  |  |              |  |
| Deoteria     |   | …        |                            |  |  |       |  |  |            |  |  |              |  |
|              |   | …        | …                          |  |  |       |  |  |            |  |  |              |  |
|              |   | …        | …                          |  |  |       |  |  |            |  |  |              |  |
|              |   | …        | …                          |  |  |       |  |  |            |  |  |              |  |
| …            |   | …        |                            |  |  |       |  |  |            |  |  |              |  |
|              |   | …        | …                          |  |  |       |  |  |            |  |  |              |  |
|              |   | …        | …                          |  |  |       |  |  |            |  |  |              |  |
|              |   | …        | …                          |  |  |       |  |  |            |  |  |              |  |
|              |   | …        |                            |  |  |       |  |  |            |  |  |              |  |